# Кайо Винисиус
Кайо Винисиус да Консейсан (порт.  Caio Vinícius da Conceição; род. 11 января 1999, Итакуакесетуба, Сан-Паулу) — бразильский футболист, полузащитник клуба «Витория».

## Биография
Родился в Итакуакесетубе. Воспитанник клуба «Лондрина». Начал профессиональную карьеру во «Флуминенсе». Дебютировал за команду 17 января 2018 года в Лиге Кариока в матче против «Боависты» (1:3). На международном уровне впервые сыграл 21 сентября 2018 года в Южноамериканском кубке во встрече с эквадорским «Депортиво Куэнка» (2:0).
Затем, ненадолго присоединился к «Лондрине», после чего вновь вернулся во «Флуминенсе».
В январе 2020 года 20-летний Кайо Винисиус был отдан в аренду «Атлетико Гоияниенсе», где играл в Лиге Гояно. Спустя полгода перешёл в «Оэсте», который шёл к тому моменту на последнем месте в Серии В. Вернувшись во «Флуминенсе», игрок провёл всего две игры в Лиге Кариака и не вписывался в планы Рожера Машадо, поэтому для получения игровой практики в мае 2021 года он перешёл на правах аренды в «Гояс», который боролся за выход из Серии В в Серию А. По итогам сезона команда заняла второе место и выполнила задачу на сезон, после чего Кайо Винисиус остался ещё на один год в «Гоясе».
Завершив выступления за «Гояс», в 2023 году Кайо Винисиус вновь оказался в стане «Флуминенсе», где опять не получил место в основном составе и не провёл ни одного матча за «трёхцветных» за год. В итоге накануне 2024 года он перешёл в «Виторию» из Салвадора на правах свободного агента. По ходу сезона игрок страдал от травм и в общей сложности провёл 26 матчей в различных турнирах, а также завоевал вместе с командой победу в Лиге Баияно. В декабре 2024 года продлил контракт с «Виторией» до июня 2025 года.

## Достижения
- Победитель Лиги Баияно: 2024